# Скобельцын, Владимир Владимирович
 Владимир Владимирович Скобельцы́н  (4 (16) марта 1863 — 11 июня 1947) — русский советский физик, профессор, директор Петроградского политехнического института (1911—1917).
Отец академика Д. В. Скобельцына.

## Биография
Родился 4 (16) марта 1863 года в Курске, в дворянской семье старинного рода Скобельцыных. Учился в 1-й Санкт-Петербургской классической гимназии (выпуск 1881 года). В 1882 году поступил на физико-математический факультет Санкт-Петербургского университета, курс которого окончил в 1887 году, получив свидетельство на звание учителя физики и математики. В 1888 году после утверждения в степени кандидата оставлен при университете на кафедре физики для подготовки к профессорскому званию и начал работать в физической лаборатории университета.
Ещё будучи студентом, он женился и к моменту окончания университета уже имел двух сыновей. Чтобы содержать семью, поступил на службу в Гатчинский сиротский институт, где с 4 июня 1888 года состоял в должности классного воспитателя. В апреле 1889 года был переведён на службу в Педагогический музей военно-учебных заведений на должность лаборанта, а в марте 1890 года приглашён на должность лаборанта при физической лаборатории Санкт-Петербургского университета. В числе его наставников в то время были Ф. Ф. Петрушевский, П. П. Фан-дер-Флит, О. Д. Хвольсон, И. И. Боргман.
С сентября 1890 года преподавал физику в женской гимназии Шаффе, а с августа 1891 года по август 1894 года ещё и в Василеостровской женской гимназии. С мая 1893 года состоял делопроизводителем и библиотекарем физического отделения Русского физико-химического общества (РФХО). Будучи действительным членом РФХО, хорошо знал А. С. Попова.
В 1894 году приглашён на должность преподавателя физики в Электротехнический институт, в 1895 — в Институт гражданских инженеров. В 1898 году назначен профессором физики Электротехнического института. В 1901 году был вынужден оставить Электротехнический институт после подписания протеста против расправы над вышедшими 4 марта на демонстрацию студентами. Осенью 1901 года был приглашён в Санкт-Петербургский политехнический институт, где стал первым заведующим физической лабораторией. После утверждения Положения о Политехническом институте в мае 1902 года был назначен исполняющим должность ординарного профессора по кафедре физики.
С октября 1907 года был деканом электромеханического отделения, а 21 сентября 1911 года, в связи с уходом А. С. Посникова с поста директора института, был избран на эту должность сроком на три года. В 1914 году его повторно переизбрали на новый трёхлетний срок. В мае 1917 года он подал прошение об отпуске «ввиду резкого ослабления сердечной деятельности», после чего не участвовал в выборах на новый срок (на пост директора был избран профессор А. А. Радциг), а стал вновь заведовать физической лабораторией и читал курс физики. До 1919 года по совместительству возглавлял кафедру физики в Электротехническом институте.
Во время Великой Отечественной войны работал в Ленинграде: для выполнения работ по особым заданиям в марте 1942 года в составе института в Ленинграде были оставлены 15 человек и в их числе — В. В. Скобельцын.
После 1945 года вышел на пенсию. Скончался 11 июня 1947 года в Ленинграде
В биографическом очерке М. А. Шателен отметил, что В. В. Скобельцын «особых научных заслуг не имел», но его педагогические достижения государственно велики, даже в собственной семье. Это подтверждается примером сына Дмитрия, начавшего свою исследовательскую деятельность в 1924 году, впоследствии известного советского учёного.